# Lomtjärnen (Haverö socken, Medelpad, 691245-145916)
Lomtjärnen är en sjö i Ånge kommun i Medelpad och ingår i Ljungans huvudavrinningsområde.